# Ouvido (artilharia)

Partes de um canhão:1. projéctil ou bala 2. pólvora 3. ouvido ou orifício de toque.

O ouvido ou orifício de toque é um pequeno orifício próximo à parte traseira (culatra) de um canhão - isto é, a parte onde ocorre a combustão da carga de pólvora, na extremidade oposta ao cano de onde o projétil é disparado. O orifício de toque é o ponto de acesso através do qual a carga do propelente é inflamada.

## Cravar uma arma

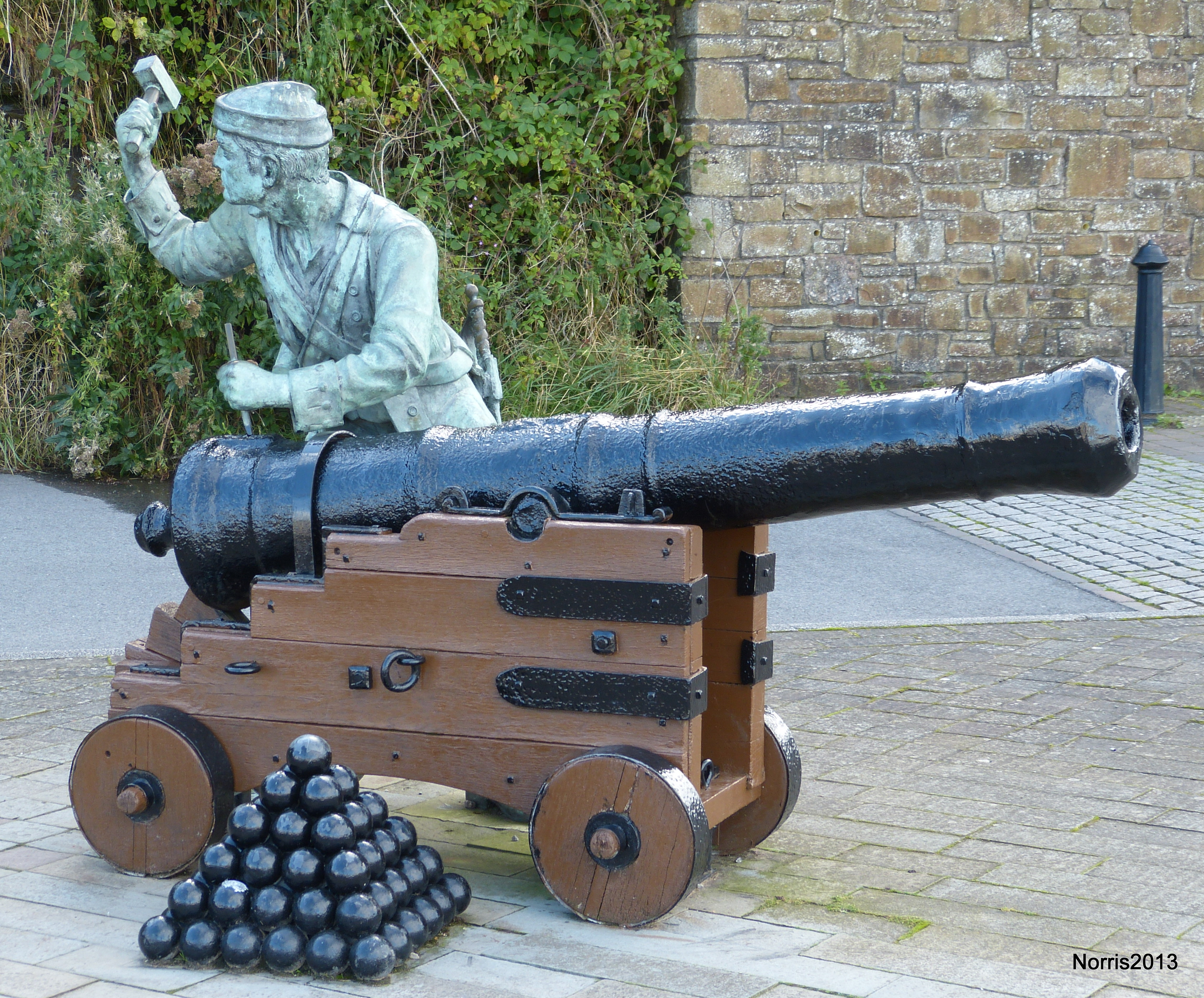
Escultura do marinheiro americano John Paul Jones cravando as armas britânicas durante o ataque em Whitehaven em 1778

Cravar uma arma era um método de desativar temporariamente um canhão martelando uma ponta de aço farpado no orifício de toque; isso só poderia ser removido com grande dificuldade. Se uma ponta especial não estivesse disponível, ela poderia ser feita cravando-se uma baioneta no buraco de toque e quebrando-a, para deixar a ponta da lâmina cravada. As armas também podem se tornar inúteis ao queimar suas carruagens de madeira ou explodir seus munhões.
Friedrich Wilhelm von Bismarck, em suas Lectures on the Tactics of Cavalry, recomendou que todo soldado da cavalaria carregasse o equipamento necessário para espiar os canhões se um encontro com a artilharia inimiga fosse esperado. Se um canhão corresse o risco de ser capturado pelo inimigo, sua tripulação espetaria a arma para evitar que fosse usada contra eles. As armas capturadas seriam cravadas se não pudessem ser arrastadas e a recaptura da arma parecia provável. Missões secretas para cravar as armas do inimigo também poderiam ser feitas para prevenir contra-ataques e proteger os navios durante a retirada, como no caso do ataque do Ranger a Whitehaven durante a Guerra Revolucionária Americana.